# Megalyridae
Die Megalyridae sind eine Familie der Hautflügler (Hymenoptera), sie gehören dort zu den ursprünglicheren Taillenwespen mit parasitoider Lebensweise ("Legimmen", Terebrantia oder auch Parasitica). Die Familie umfasst etwa 50 rezente Arten, die weltweit in den Tropen und den gemäßigten Breiten der Südhalbkugel leben, eine Art nördlich bis Japan.
Die Namensgebung leitet sich von dem extrem langen Legebohrer der Arten der australischen Gattung Megalyra ab ("Langschwanz" von altgriech megal-yra, eigentlich: -ura), deshalb werden die Megalyridae im Englischen manchmal als "long tailed wasps" bezeichnet.

## Merkmale
Die Megalyridae sind kleine bis mittelgroße, gedrungen wirkende Taillenwespen (mit Wespentaille). Der Kopf trägt große Komplexaugen und relativ lange, fadenförmige Antennen, die bei beiden Geschlechtern aus 14 Gliedern bestehen. Charakteristisch für die Familie ist die Antennengrube, eine Einsenkung der Kopfkapsel nach unten, in die die Antennen eingelegt werden können, und die nach oben durch einen Kiel begrenzt wird. Eine solche Grube tritt aber auch in anderen Familien auf, z. B. bei den Orussidae. Die Mandibeln sind symmetrisch gebaut und besitzen fast immer drei Zähne. Am Rumpf ist der vordere Abschnitt (der Prothorax) immer kurz und von oben kaum sichtbar. Eigenartig ist die Lage des vorderen (mesothorakalen) Stigmenpaares, das immer nach vorn verschoben ist und scheinbar komplett im Pronotum zu liegen scheint. Der hintere Rumpfabschnitt (Metasoma) ist immer gut entwickelt und sehr breit. Die Flügel sind klar, häufig weisen die Vorderflügel dunkle Flecken oder Bänder auf. Ein Flügelmal (Pterostigma) ist im Vorderflügel nicht erkennbar. Die Aderung der kleinen Hinterflügel ist stark reduziert und besteht meist scheinbar nur aus einer einzigen Längsader mit einem kleinen Haken. Weitere Merkmale betreffen die innere Anatomie (z. B. Muskeln und ihre Ansatzstellen) und sind nicht von außen sichtbar. Eine Besonderheit der Gattung Megalyra ist der lange, dünne Legebohrer des Weibchens, der nach hinten vorsteht. Er kann bei einigen Arten die achtfache Körperlänge erreichen, dies dürfte auch innerhalb der "Legimmen", die häufig lange Legebohrer besitzen, ein Rekordwert sein. Die australische Art Megalyra shuckardi hat z. B. bei einer Körperlänge von 22 mm einen Ovipositor von 82 mm (also insgesamt etwa 10 Zentimeter Länge). Der Legebohrer ist flexibel und biegsam, er wird eher in Art einer Sonde in Holz-Bohrgänge oder Hohlräume eingeführt als tatsächlich zum Durchbohren von Holz eingesetzt. Die Länge des Legebohrers ist allerdings kein Familienmerkmal; es kommen Gattungen mit sehr kurzem Ovipositor vor. Auch die absolute Körpergröße oder Legebohrerlänge ist kein Merkmal, die Variabilität innerhalb der Arten ist sehr groß, wobei die Weibchen fast immer deutlich größer sind als die Männchen.

## Lebensweise
Die Larven der Megalyridae sind Parasitoide von Insektenlarven. In beinahe allen bekannt gewordenen Fällen parasitieren sie Käferlarven, meist solche von in Holz lebenden Familien. Nur von einer australischen Art (Megalyra troglodytes) ist eine Parasitierung von Larven der Grabwespen (Sphecidae) bekannt geworden, die Lehmnester an Felswänden anlegen. Die Biologie der meisten Arten außerhalb Australiens ist allerdings so gut wie unbekannt. Die Larven werden von Weibchen mit einem Stich immobilisiert und anschließend ein Ei auf ihnen abgelegt. Die ausschlüpfende Larve frisst an der Wirtslarve von außen (ektoparasitoid oder idiobiont).

## Verbreitung
Megalyridae sind Tiere der Tropen, sie kommen in gemäßigten Breiten fast nur auf der Südhalbkugel vor. Verbreitet sind sie in Südamerika (drei Gattungen, davon zwei in Chile), in Afrika (zwei Gattungen) in Zentral- bis Südafrika, besonders viele Arten auf Madagaskar (die meisten noch nicht wissenschaftlich beschrieben). Eine Art soll von Australien nach Südafrika eingeschleppt worden sein (vermutlich in Eucalyptusholz). Drei Gattungen leben im tropischen Ostasien, von denen eine (Carminator) nach Norden bis auf die japanische Hauptinsel Honshū verbreitet ist, weitere Vorkommen auf der Nordhalbkugel sind unbekannt. Im gemäßigten Australien lebt eine der Gattungen (Megalyra) mit zahlreichen Arten.

## Systematik
Die Familie ist unter den Hautflüglern relativ isoliert und wird als einzige in die damit monotypische Überfamilie Megalyroidea gestellt. Traditionell werden sie in eine Verwandtschaftsgruppe unter Einschluss der Überfamilien Ceraphronoidea, Trigonaloidea und
Evanioidea gestellt, die als "Evaniomorpha" beschrieben worden ist. In neueren Analysen unter Einschluss molekularer Methoden (Vergleich homologer Gensequenzen) konnte diese Gruppierung in dieser Form nicht bestätigt werden. Dennoch gelten entweder die Trigonaloidea (mit der einzigen Familie Trigonalidae) oder die Ceraphronoidea als wahrscheinlichste Schwestergruppen.
Innerhalb der Familie werden folgende (rezente) Gattungen anerkannt:
- Megalyra (Australien, Ostasien)
- Ettchellsia (Ostasien)
- Carminator (Ostasien)
- Megalyridius (Südafrika)
- Dinapsis (Afrika, inkl. Madagaskar)
- Cryptalyra (tropisches Südamerika)
- Rigel (Chile)
- Neodinapsis (Chile)

## Fossilbeleg
Fossilien der Familie liegen seit der Unterkreide vor. In fast allen Fällen handelt es sich um Einschlüsse (Inklusen) in Bernstein, die wenigen Kompressionsfossilien in Kalkstein sind in ihrer Zuordnung umstritten und gehören möglicherweise in andere Familien. Kurioserweise stammen alle der relativ zahlreichen fossilen Funde von der Nordhalbkugel. Die Familie war also offensichtlich früher weltweit verbreitet.